# Amata huebneri

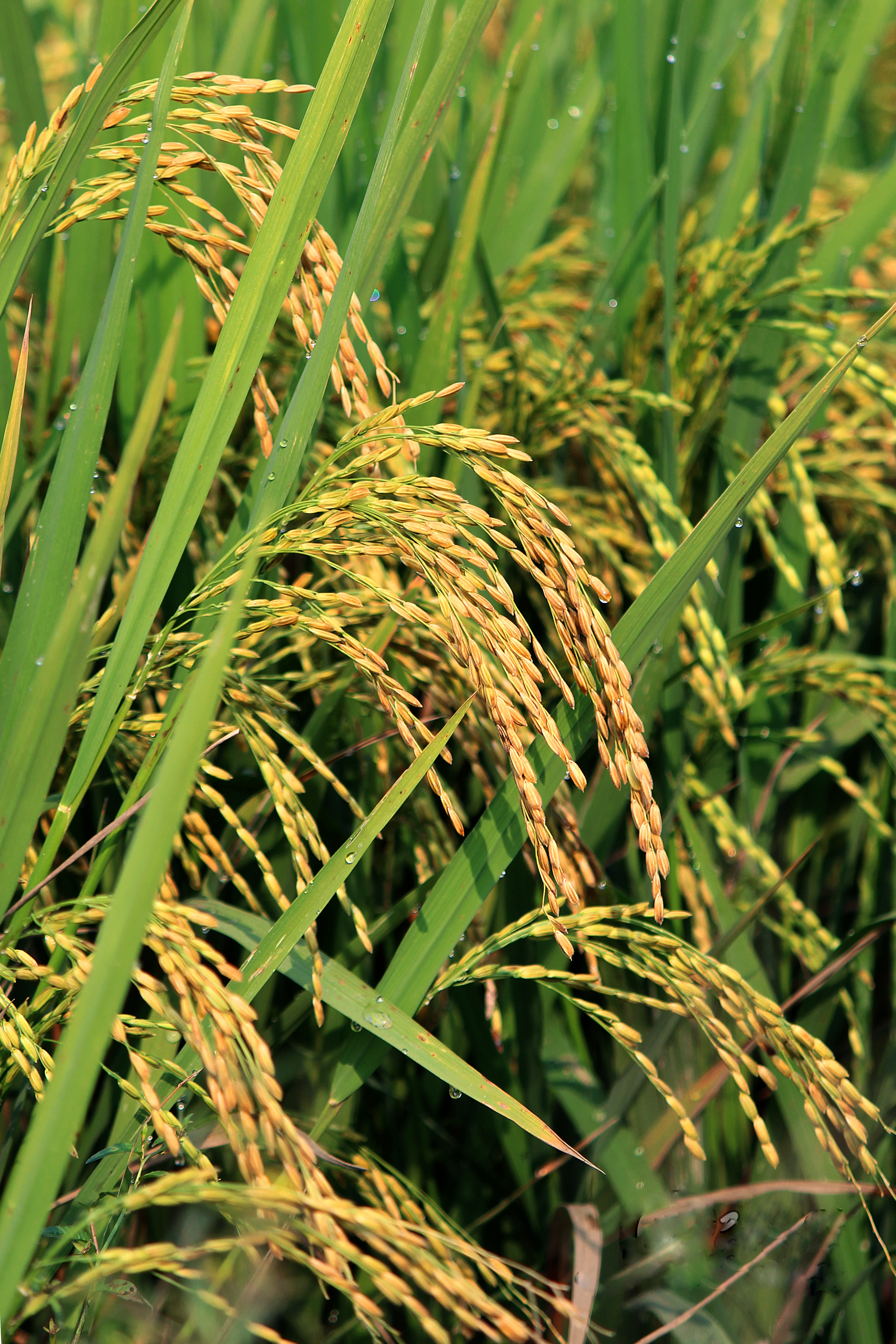
Oryza sativa, die bevorzugte Raupennahrungspflanze

Amata huebneri ist ein in Asien und Australien vorkommender Schmetterling aus der Unterfamilie der Bärenspinner (Arctiinae). Die Art wurde dem Augsburger Entomologen Jacob Hübner gewidmet.

## Merkmale

### Falter
Mit einer Flügelspannweite von 22 bis 24 Millimetern zählt Amata huebneri zu den kleinsten Vertretern der Gattung Amata. Die Flügel sind schwarz und auf den Vorder- und Hinterflügeloberseiten sind mit hellgelben bis weißlich gefärbten Flecken versehen, die leicht durchscheinend sind. Der schwarze Hinterleib ist vom Thorax bis zum Ende gelb geringelt. Im Gesamterscheinungsbild ähneln die Imagines dadurch den Echten Wespen (Vespinae), was als Mimikry zu verstehen ist. Dabei handelt es sich um eine „Schutzmimikry“, wobei durch die Imitation der wehrhaften Vorbilder potentielle Fressfeinde abgeschreckt werden sollen. Bei beiden Geschlechtern zeigen die schwarzen Fühler weiße Spitzen. Der  Saugrüssel ist gut entwickelt.

### Ähnliche Arten
Die Fleckenzeichnung auf den Flügeloberseiten bei Amata trigonophora tendiert farblich zu kräftigeren Gelbtönen. Die Fühler sind bis zur Spitze schwarz. Mit einer Flügelspannweite um die 30 Millimeter ist die Art außerdem größer als Amata huebneri. Auch die zeichnungsmäßig ähnlichen Falter von Amata aperta, Amata humeralis und Amata nigriceps sind mit Flügelspannweiten zwischen 29 und 35 Millimetern sämtlich deutlich größer als Amata huebneri.

## Vorkommen
Amata huebneri kommt in Südostasien sowie in Australien vor. Hauptlebensraum sind Wiesen und Reisfelder.

## Lebensweise
Die tagaktiven Falter fliegen in mehreren Generationen durchgehend im Jahr in unterschiedlicher Häufigkeit, schwerpunktmäßig im April und Oktober. Zur Nektaraufnahme besuchen sie gerne verschiedene Blüten. Nahrungspflanzen der Raupen sind Reisarten (Oryza), in erster Linie die Halme von Oryza sativa.